# Gäddtjärnen (Näs socken, Jämtland)
Gäddtjärnen är en sjö i Östersunds kommun i Jämtland och ingår i Indalsälvens huvudavrinningsområde.